# Palazzo Ducale (Sassari)
Palazzo Ducale è un palazzo storico di Sassari realizzato nella seconda metà del Settecento. Oggi è sede dell'amministrazione comunale.
L'edificio venne edificato nel periodo compreso tra il 1775 ed il 1805 - da maestranze lombarde dirette dall'architetto piemontese Carlo Valino - per volere di don Antonio Manca Amat, nipote di Diego cui doveva il titolo di marchese di Mores e che nel 1775 ebbe infeudata l'isola dell'Asinara e il titolo di duca. Tuttavia, questi morì pochi mesi prima di vedere ultimato l'edificio cosicché il primo ad insediarvisi fu il nipote, don Vincenzo Manca Amat, duca di Vallombrosa. Dopo di lui fu abitato da altri privati, poi venne occupato dalla Prefettura, in seguito dall'amministrazione provinciale ed infine, nel 1878, dal municipio di Sassari che lo assunse al patrimonio comunale.
Dal punto di vista sociale la costruzione del nuovo Palazzo Ducale esprimeva l'esigenza di rafforzare il ruolo predominante del casato nei confronti dei nuovi ceti emergenti ed in particolare della "colonia" di mercanti genovesi che controllava il commercio delle derrate alimentari e del bestiame e che pertanto rappresentava un elemento fondamentale quanto temibile dell'economia sassarese.

## Descrizione

### La facciata

Lo stemma del comune di Sassari

Il palazzo, una composizione architettonica di derivazione dal cosiddetta "barocchetto piemontese", presenta un sobrio prospetto in pietra calcarea locale; si sviluppa su tre piani, ognuno dei quali delimitato da fasce marcapiano lungo le quali si allineano finestre di fogge alterne. Quelle del piano sopraelevato sono architravate e legate tramite lesene alle aperture quadrate del seminterrato; il piano nobile presenta una serie di finestre caratterizzate per i timpani semicircolari e triangolari che le sormontano, mentre le aperture dell'ultimo piano sono incorniciate da un'originale cornice di gusto rococò, ripreso successivamente in altri fabbricati cittadini. 

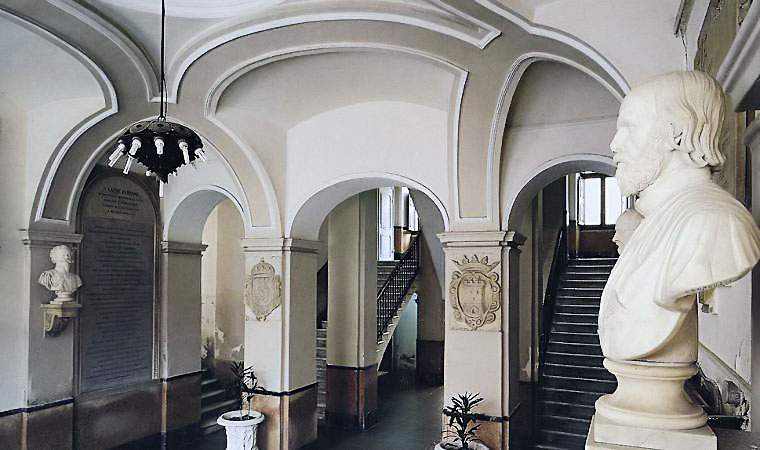
Il vestibolo

 Il balcone centrale è invece un'opera realizzata nel 1908 in quanto ai primi del Novecento, quando il palazzo venne acquistato dell'amministrazione comunale, la facciata risultava ancora non ultimata. Sul coronamento corre un recinto balaustrato dotato di doccioni che convogliano le acque piovane del terrazzo. Allo stesso modo sono modulati i prospetti dei restanti tre lati esterni, come anche quelli del cortile interno all'edificio. Le maestranze sassaresi in seguito e eressero a nuovo, nello stesso stile a spese del duca, la facciata della chiesa di San Michele in piazza Duomo a Sassari e poi, per commissione dei Quesada, la fonte-serbatoio di Logulentu.

### Gli interni

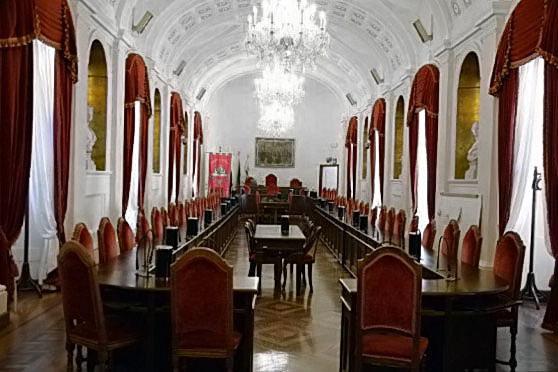
Il Salone da Ballo, oggi Sala del Consiglio Comunale

Attraverso il portale principale si accede all'atrio, tipicamente settecentesco, all'interno del quale sono esposti diversi elementi: quattro busti raffiguranti il Re Vittorio Emanuele II, Camillo Benso, conte di Cavour, Giuseppe Garibaldi e Giuseppe Mazzini, due stemmi cinquecenteschi raffiguranti l'uno una torre (il simbolo delle città) e l'altro le armi di Spagna, e infine alcune lapidi commemorative di personaggi ed eventi importanti. In fondo all'atrio è situata una scala a tenaglia che permette di salire ai piani superiori, mentre centralmente, fra le due rampe della scala, vi è il corridoio che immette nel cortile interno dell'edificio, un tempo coltivato a giardino e piantato ad agrumi e con un pozzo di forma circolare situato nel centro.
Al secondo e terzo piano vi erano vaste sale tra cui il sontuoso salone dei ricevimenti - ricordato anche dal Valery, il bibliotecario del re a Parigi - adibito oggi ad aula consiliare, e la sala della giunta, nella quale sono custoditi due pregevoli dipinti del XVII secolo, un San Gavino e un Arrivo a Sassari della Madonna di Betlem, opera di un anonimo esecutore. Fino all'ultimo decennio dell'Ottocento era presente anche una cappella privata, con relativo altare, l'aula, ellittica, oggi è adibita a archivio ma conserva fregi e statue in stucco di gusto rococò.

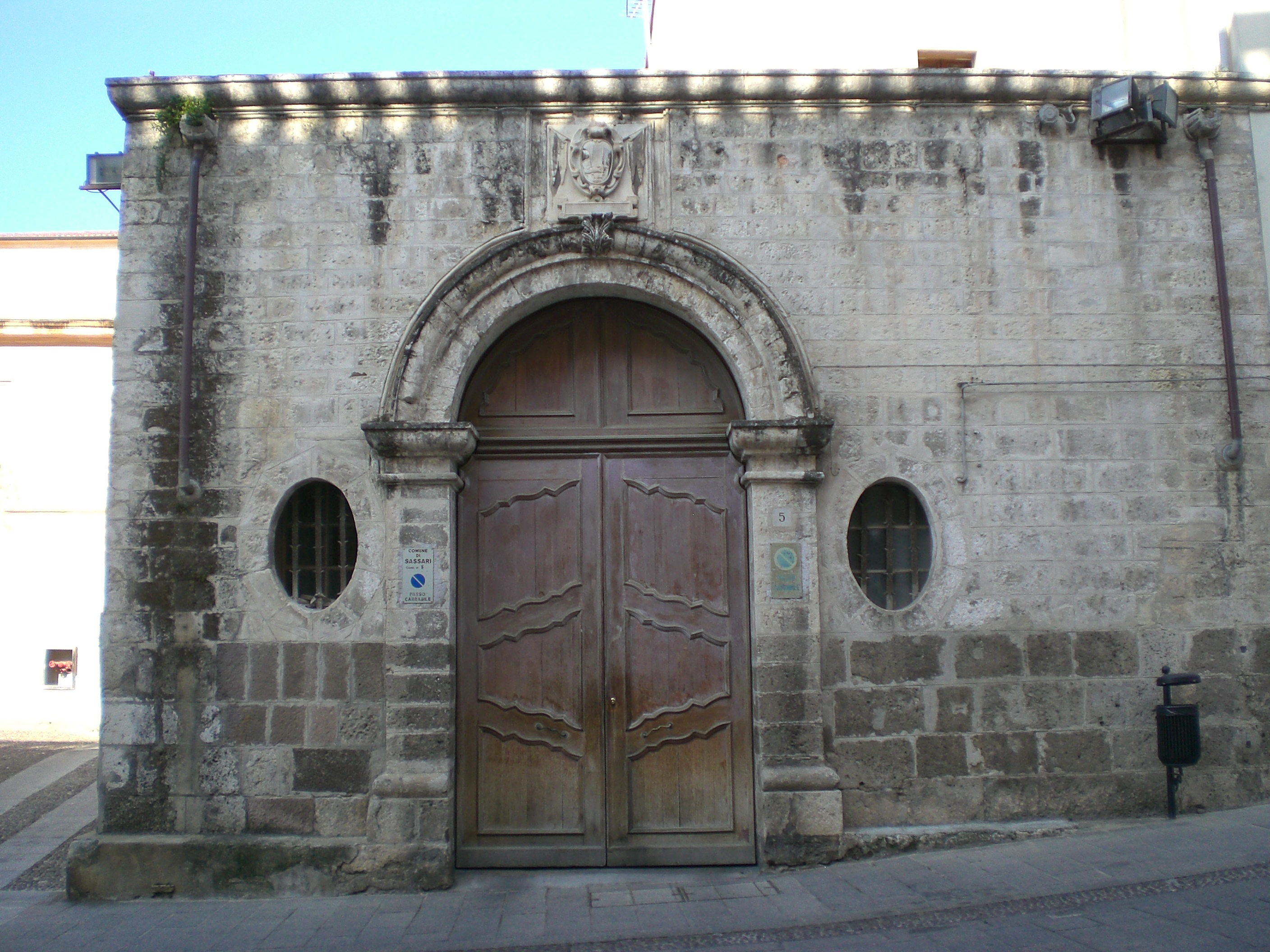
La carrozzeria

### La carrozzeria
Di fronte al palazzo è situata la rimessa per le carrozze del duca che si caratterizza per l'ampio portale sopra il quale è esposto lo stemma della famiglia dei Manca col distico: "HOC QUOD MANCA CADENS MANCUM MORIENDO RELIQUIT, MANCA VIRENS DESTRUM REDDIT ALTER OPOS", un curioso bisticcio intorno al nome del casato che lo scrittore sassarese Enrico Costa ha tradotto come: "Quest'opera che il Manca vecchio, morendo, lasciò manca (cioè sinistra), altro Manca giovane rese destra."

## La situazione preesistente
Palazzo Ducale sorge nello spazio precedente occupato da sei abitazioni che vennero abbattute per fare spazio all'edificio: la vecchia dimora del duca ed altre cinque case, che vi erano addossate dalla parte della via Turritana, acquistate per l'occasione. Da notare che la vecchia residenza nobiliare non doveva certo essere un immobile di piccole dimensioni, visto che nei documenti dell'epoca veniva indicato come "il palazzo grande".
Nel febbraio 1995, durante un intervento di ristrutturazione di alcuni vani situati nelle immediate vicinanze dell'ingresso di Palazzo Ducale, sono emersi materiali di interesse storico che hanno portato ad effettuare una stratigrafia a cura della Soprintendenza archeologica. Tale operazione ha portato alla luce l'esistenza di alcuni ambienti, databili fra la fine del Cinquecento ed il secolo successivo, originariamente adibiti a magazzino e a cisterna ed in seguito obliterati con materiali dello stesso periodo. Altre tracce di strutture simili nelle immediate vicinanze, documentate in indagini archeologiche ancora precedenti, portano a ritenere che la costruzione del Palazzo Ducale o del preesistenze "palazzo grande" abbiano comportato notevoli alterazioni della zona.

## Particolari

### Galleria "a guazzo"
Gli interni del palazzo furono arricchiti da una galleria di riproduzioni di ritratti di maestri italiani quali, fra gli altri, il pittore fiorentino Carlo Dolci.
La stessa galleria venne dipinta a guazzo dal pittore Michele Angelo Landi ed arricchita da cornici intagliate in diversi motivi alla Raffaello. Ne fanno cenno anche un atto notarile dell'epoca: "In data 4 gennaio 1801 a Sassari l'Eccellentissimo Signor Don Antonio Manca, Duca dell'Asinara e il pittore Signor Michele Angelo Landi dimoranti in questa città, hanno esposto che convennero di dipingere a guazzo la volta della Galleria del Palazzo Nuovo del prelodato Eccellentissimo Signor Duca costruito dentro di questa città, Parrocchia di San Nicola (…) il tutto per L. 800 monete Sarde pagabili in tre diverse rate".

### La lastra con l'iscrizione
All'interno del cortile, contornata da un fascio di colonnine fu posizionata una lastra di marmo con la seguente iscrizione: "Don Antonio Manca e Amat Duca delle due isole Asinara e Piana, marchese dei due marchesati di Mores e Monte Maggiore, barone del castello d'Ardara, d'Ossi e Literai, conte di San Giorgio, signore dell'Incontrada d'Oppia e Monte Santo, di tre corone e Cabu Abbas, delle ville di Tiesi, Bassude e Queremule, di Valle Flores e delle ville di Usini e Tissi. Prima voce dello stamento militare. Gentil'omo di Camera di Sua Maestà'. Cavaliere gran croce dei santi Maurizio e Lazzaro e capitan generale d'Infanteria Miliziana del regno, rinnovò il presente ducale palazzo l'anno del Signore MDCCCIV". È stato osservato da Enrico Costa che probabilmente la lastra fu posta a futura memoria, quasi in chiusura dei lavori seguiti dal duca don Antonio Manca che però morì poco prima.

## Galleria d'immagini

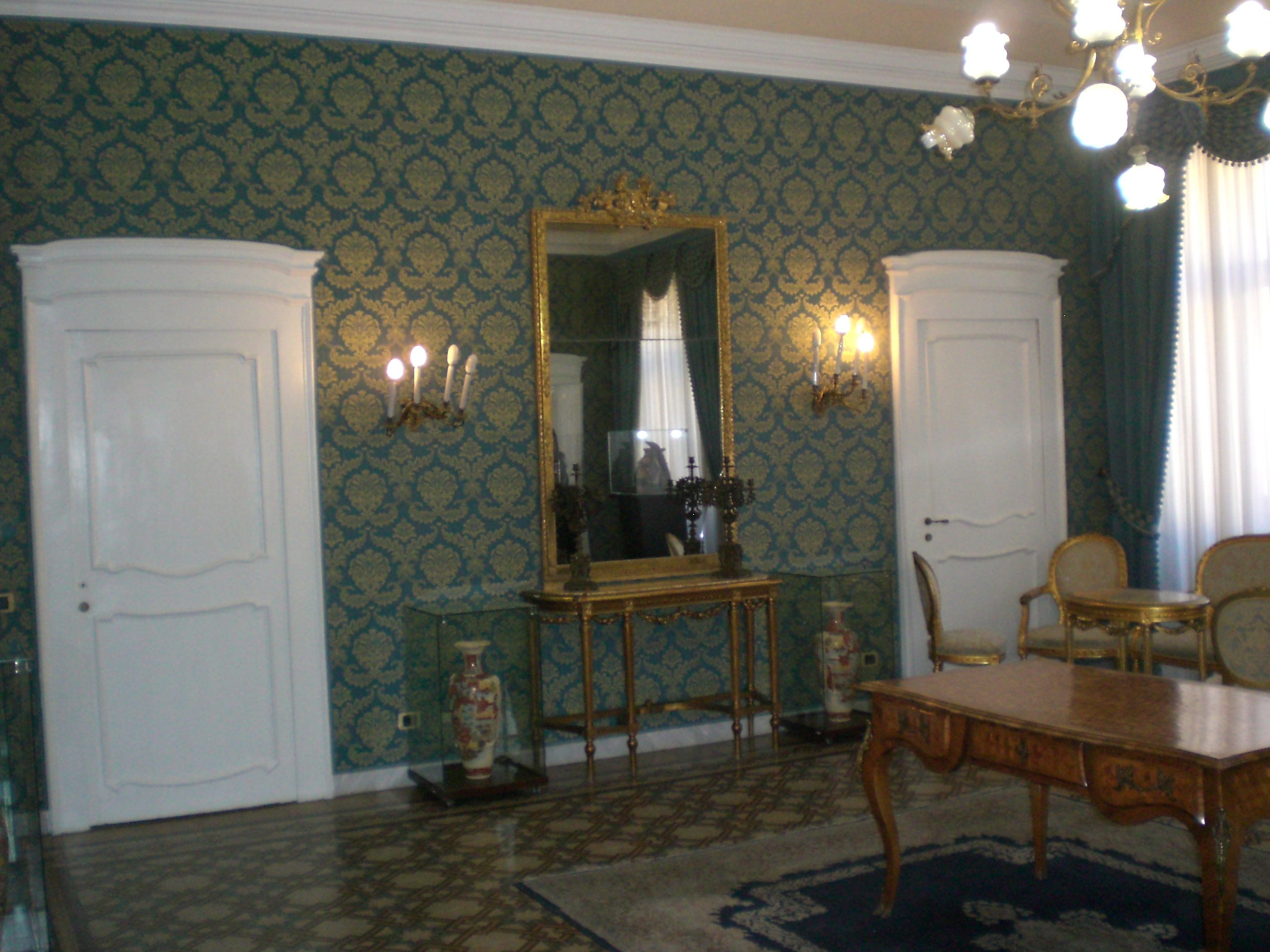
Una stanza del piano nobile
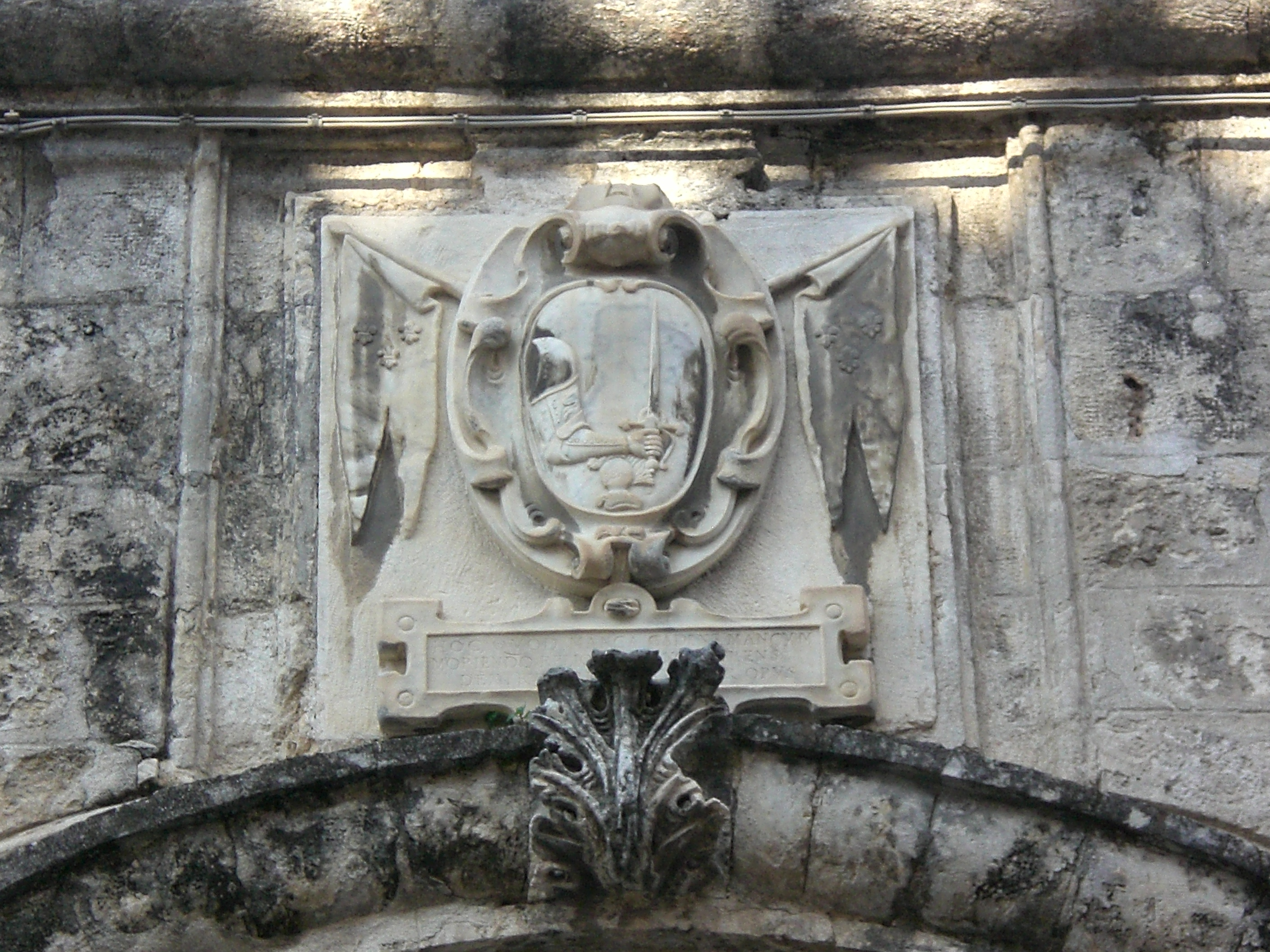
Lo stemma della famiglia Manca
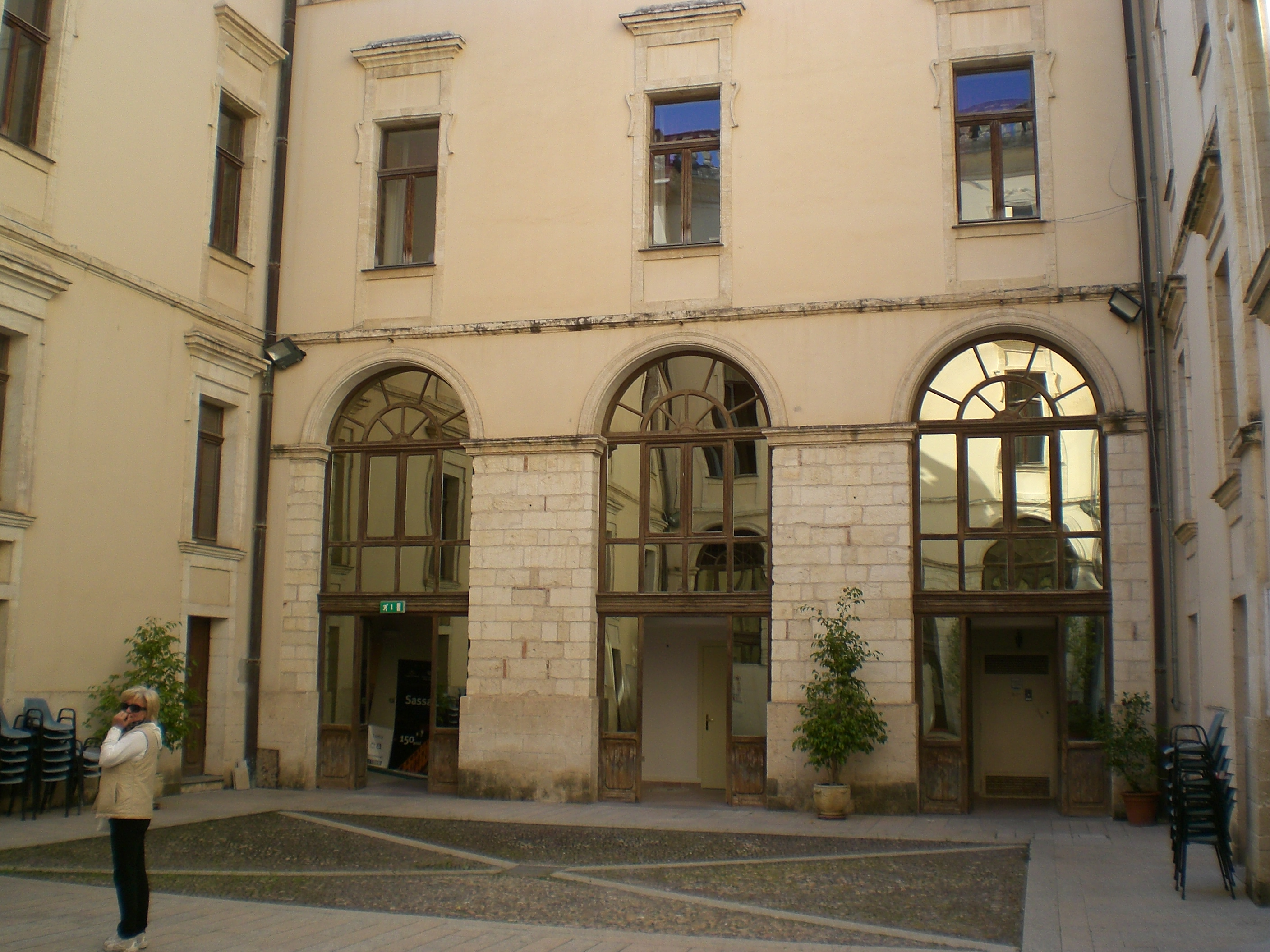
Il cortile interno
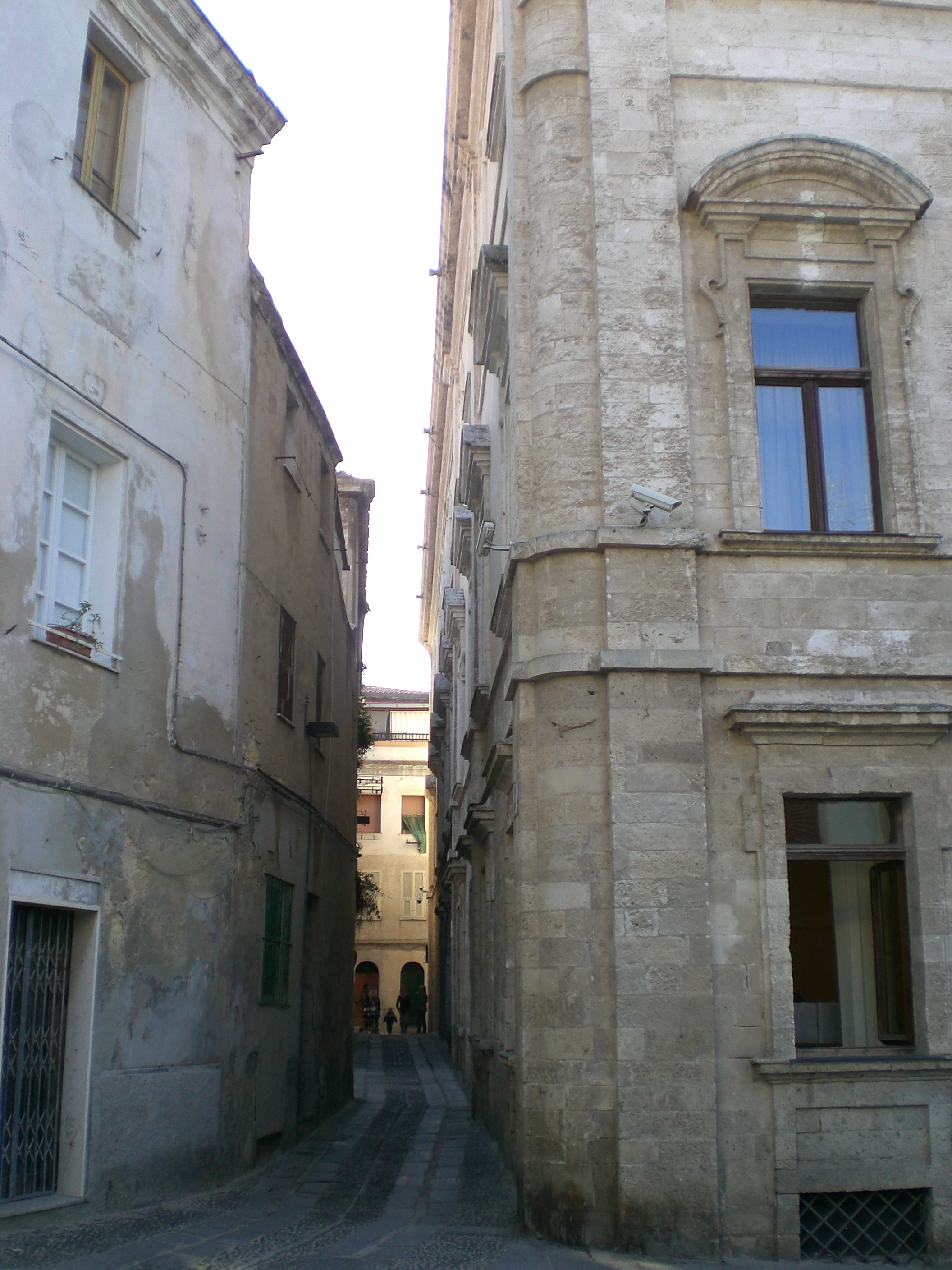
Il lato del palazzo che da in via Canopolo